# Almena

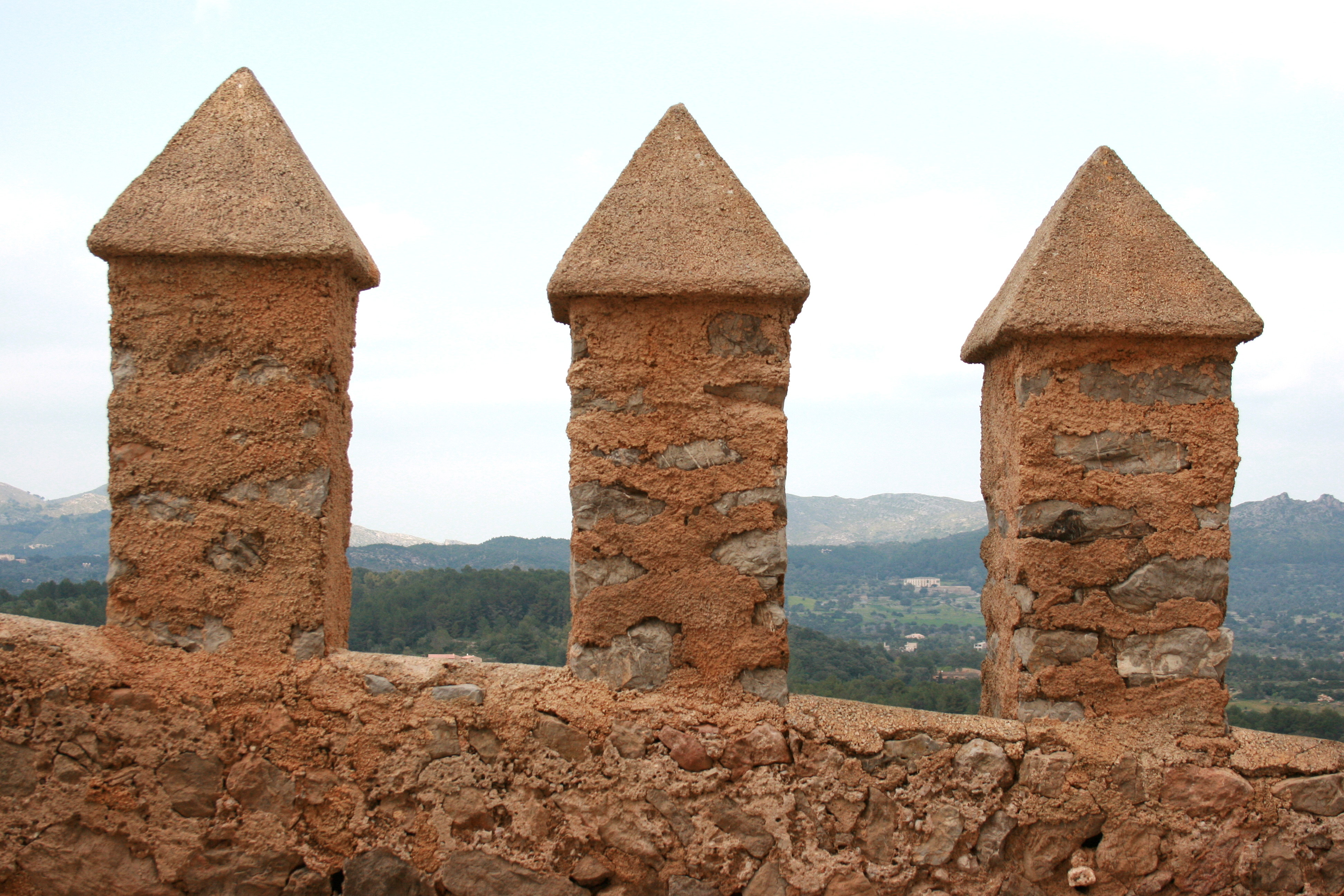
Merlones en Sant Salvador d’Artà, Mallorca.

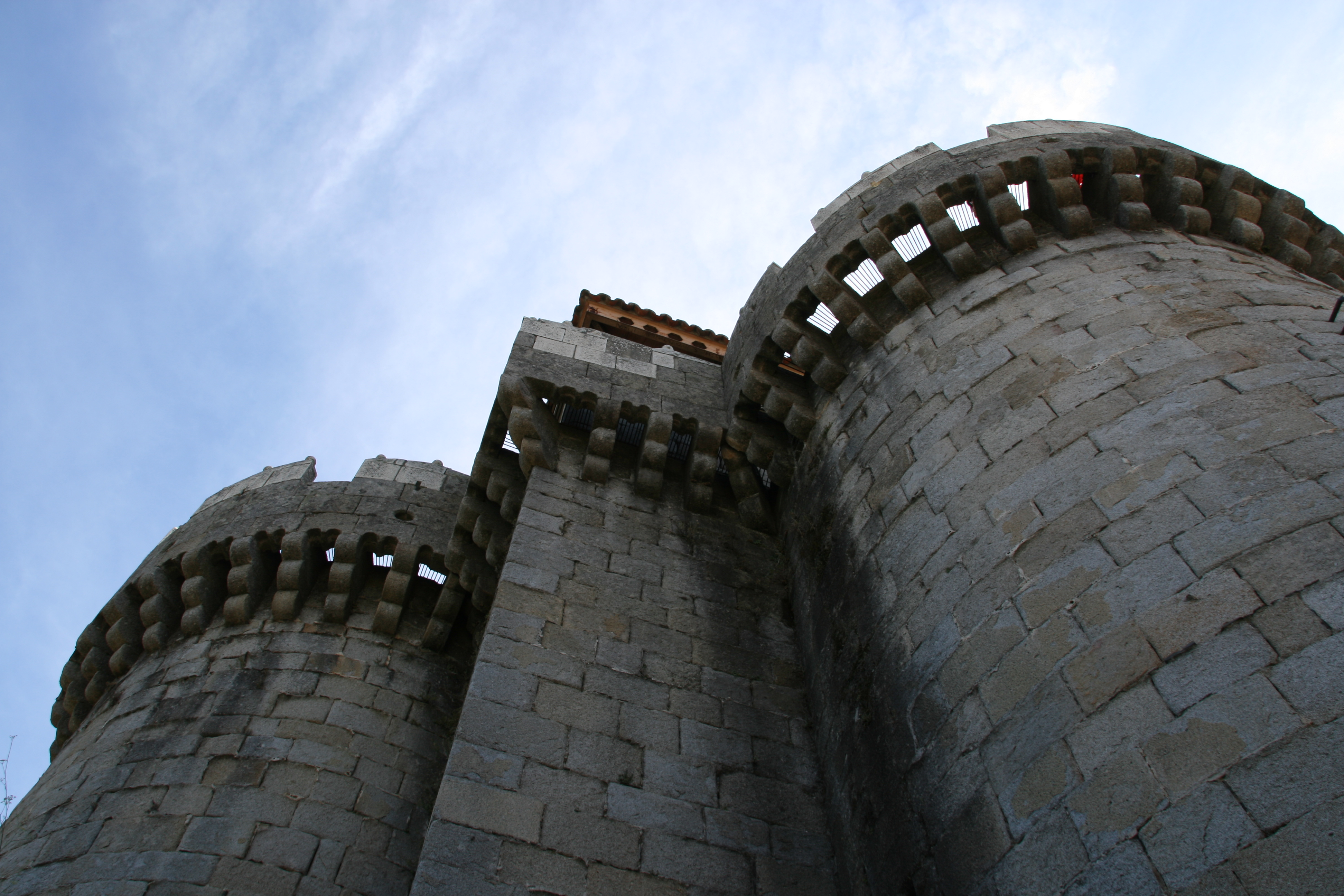
Castillo de Granadilla.

Una almena o merlón es la sección vertical sólida de una crestería típica de la arquitectura militar medieval. Se trata de cada uno de los salientes verticales y rectangulares dispuestos a intervalos regulares que coronan los muros perimetrales de castillos, torres defensivas, etc., construidos en la Edad Media. Los espacios abiertos que se encuentran entre las mismas podían ser utilizados como saeteras para los arqueros y también para quienes arrojaban agua hirviendo. 
Su función principal era la de "defensa pasiva" protegiendo así a los habitantes de la plaza de los asediantes o para contraatacar garantizándose cierta protección. También podían funcionar como defensa activa pudiendo ser retirados lanzándolos sobre los atacantes que intentaban escalar los muros o que se agrupaban delante de la puerta.

## Etimología
La palabra almena deriva del latín minae que significa saliente'. El término merlón proviene del idioma francés, adaptado del italiano merlone, posiblemente una forma abreviada de mergola (saetera de la muralla), conectada al latín mergae (horquilla), o de un diminutivo moerulus, de murus o moerus (una pared). Una etimología alternativa sugiere que el latín medieval merulus (mencionado desde finales del siglo X) funcionó como un diminutivo del latín merle, "mirlo", que expresa una imagen de este pájaro posado en una pared.

## Diferentes formas

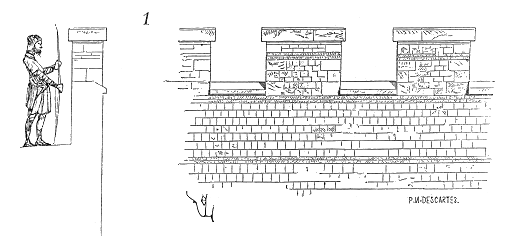
Diseño del uso de una almena o merlón.

Es habitual que los merlones fuesen bloques rectangulares, aunque se pueden encontrar algunas particularidades.
En las antiguas murallas Mesopotámicas había merlones escalonados, forma que se reprodujo en la arquitectura persa, y por medio de esta a la arquitectura islámica.
En la España de la Alta Edad Media (hasta el siglo X) las almenas de los castillos románicos estaban coronadas por una piedra piramidal sobre el bloque rectangular. Se trata de un tipo de almena conservada en los antiguos castillos del Alto Aragón y en otros como el castillo de Úrbel, en Burgos.
En Italia de la Baja Edad Media las guerras  entre güelfos y gibelinos que se desarrollaron a partir del siglo XII provocaron que se construyesen dos tipos de almenas diferentes, con las que se identificaba a qué bando pertenecía la fortificación:
- Los merlones güelfos, que tienen la parte superior cuadrada.
- Los merlones gibelinos que tienen la parte superior en forma de cola de golondrina.

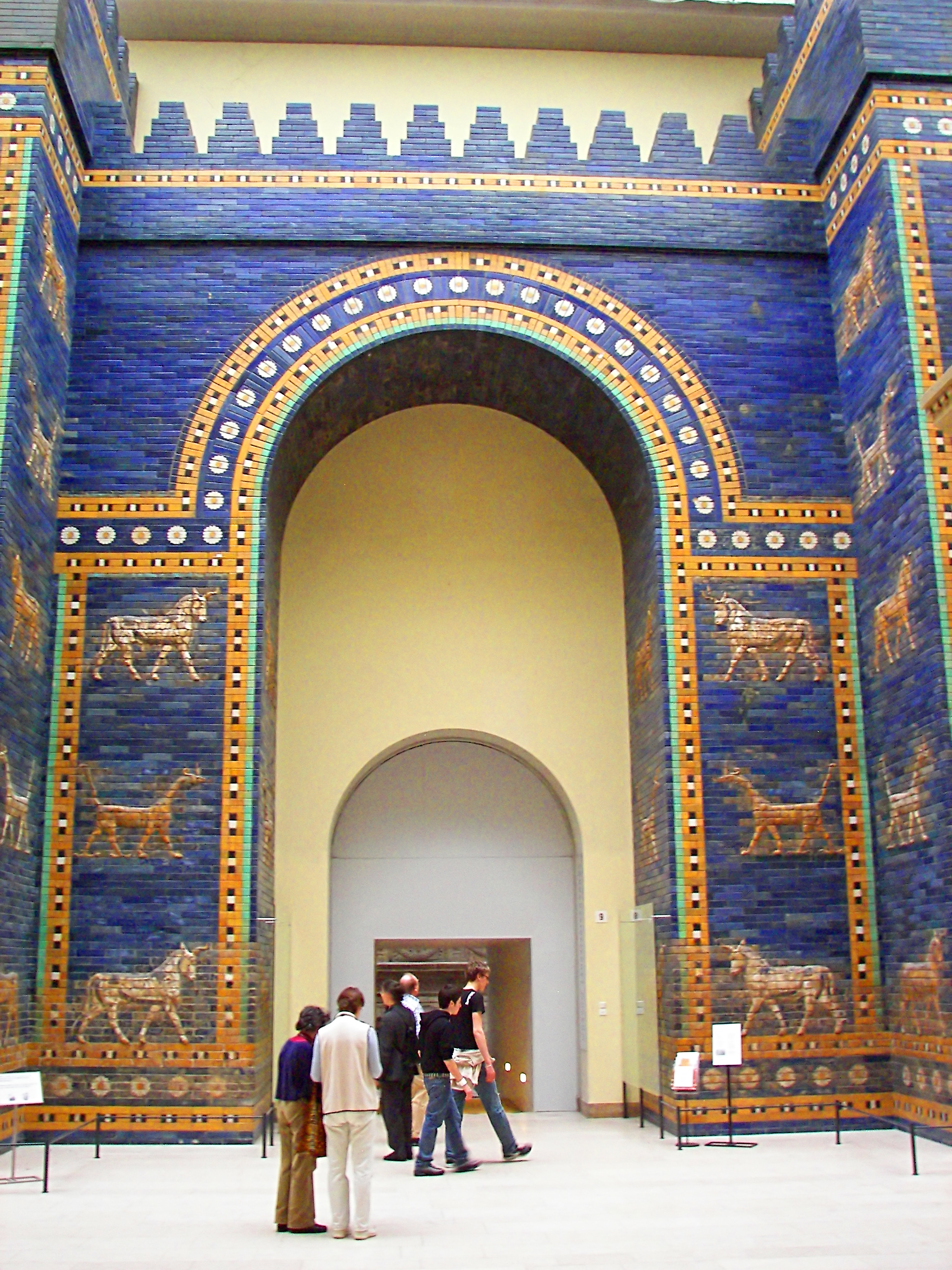
Merlones escalonados de la Puerta de Ishtar, Babilonia.
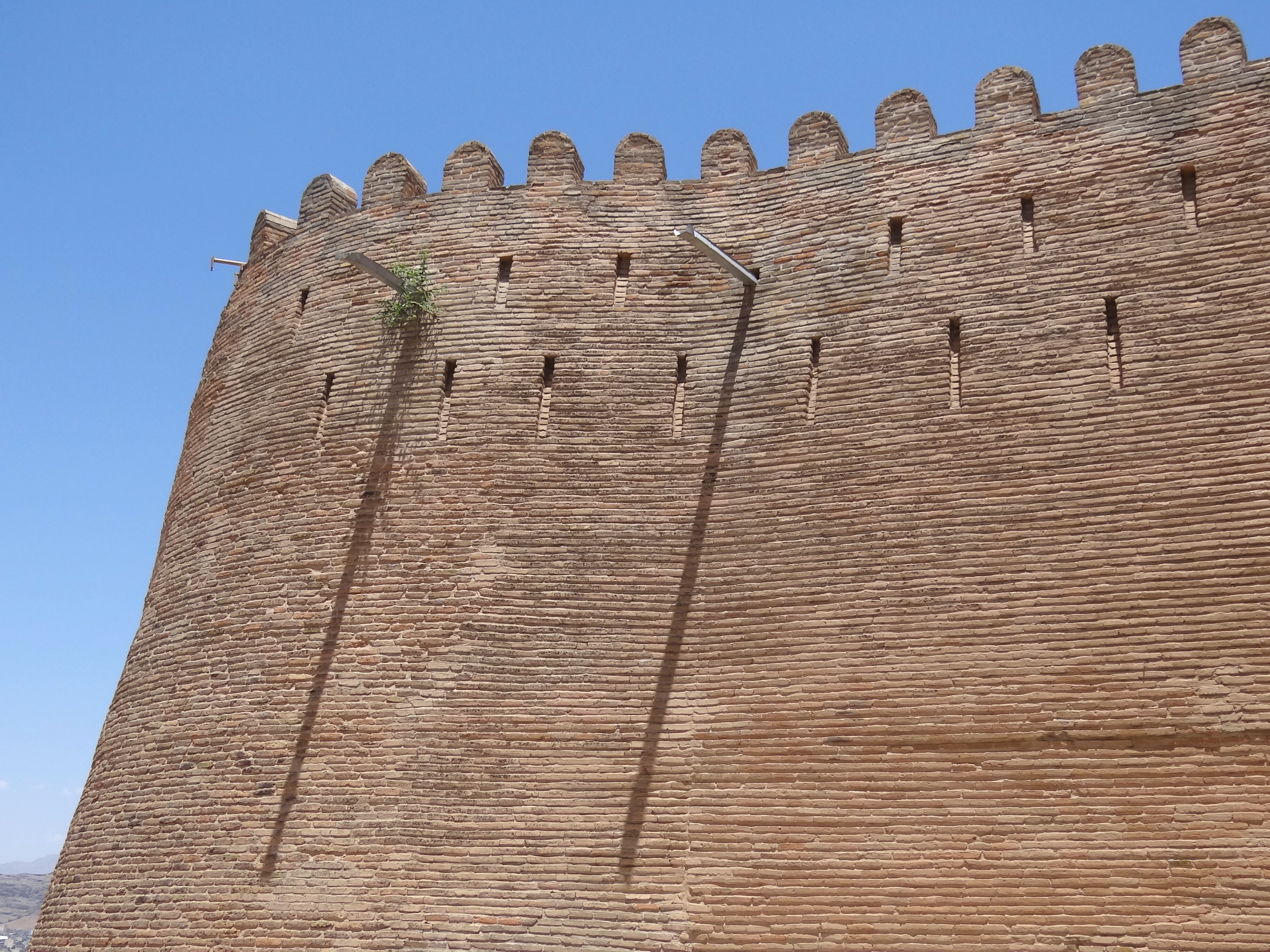
Almenas arqueadas, castillo sasánida de Falak-ol-Aflak, Jorramabad.
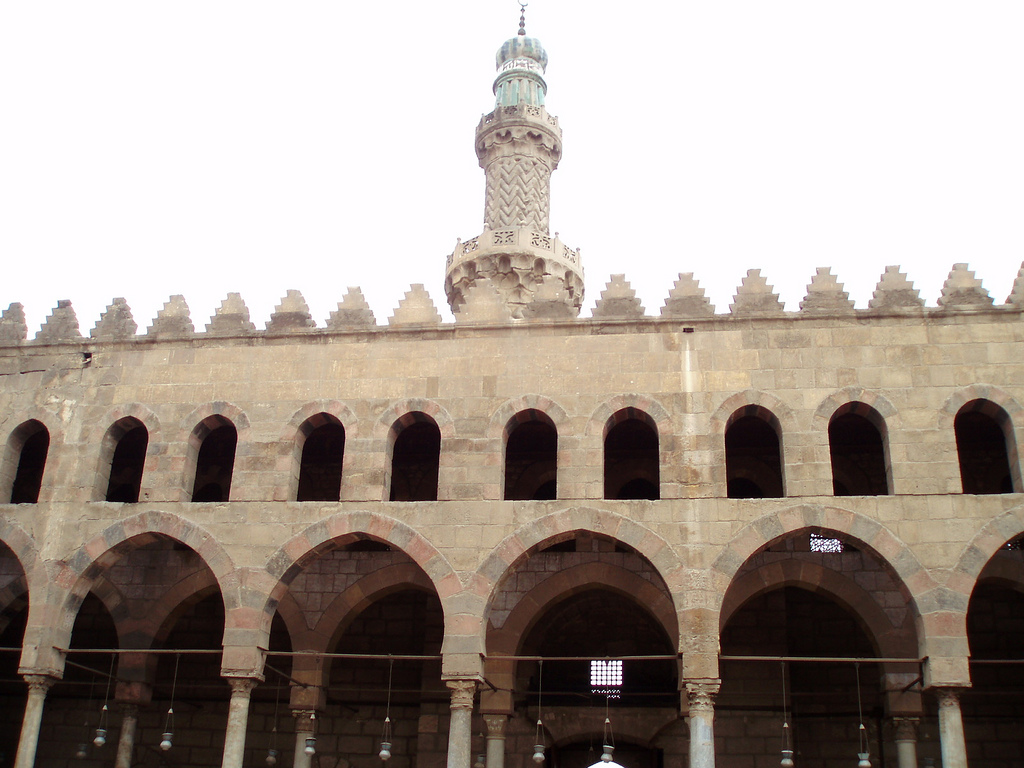
Merlones escalonados de la mezquita de An Nasir, El Cairo.
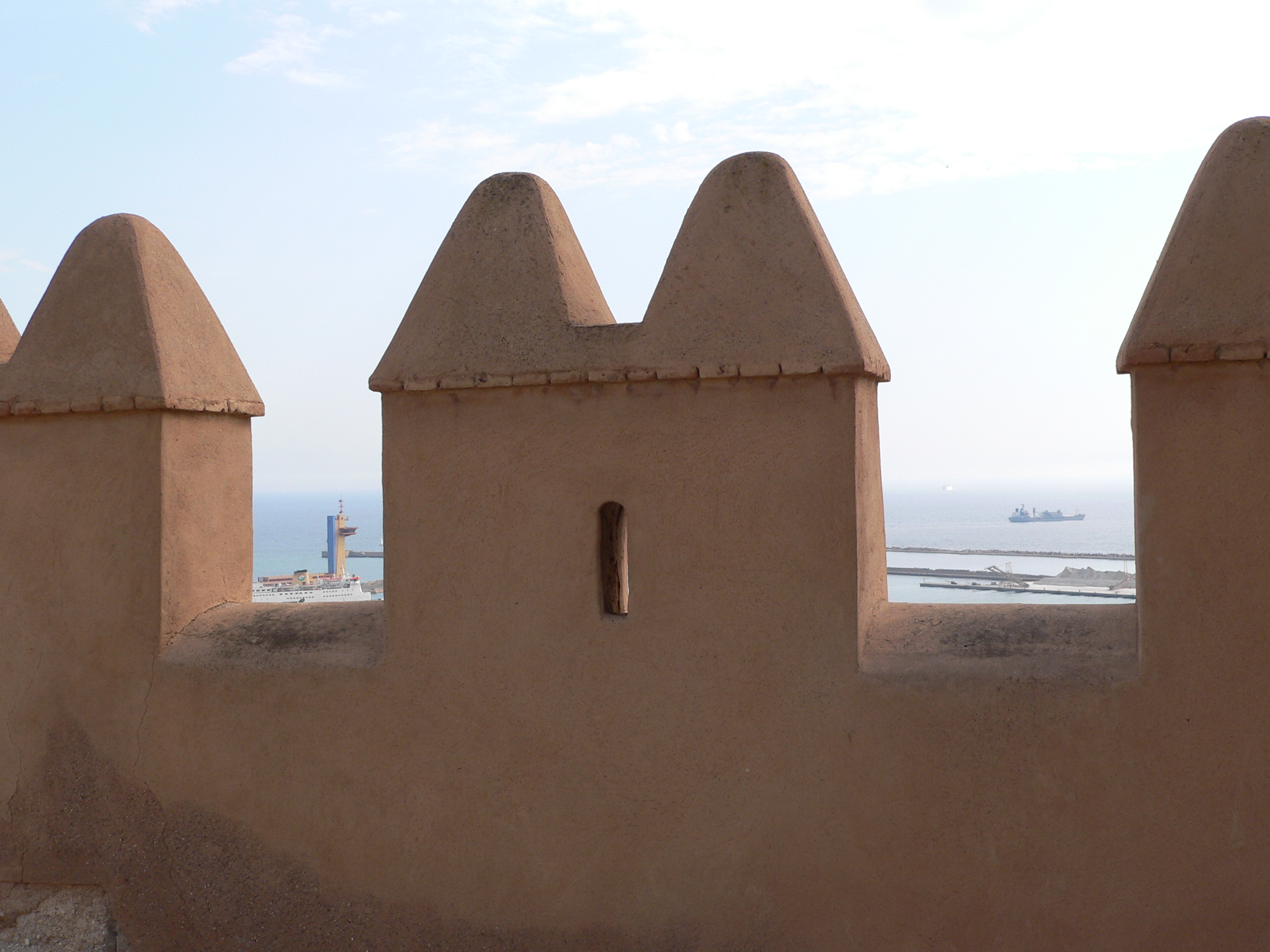
Merlones piramidales de la Alcazaba de Almería, del siglo X.
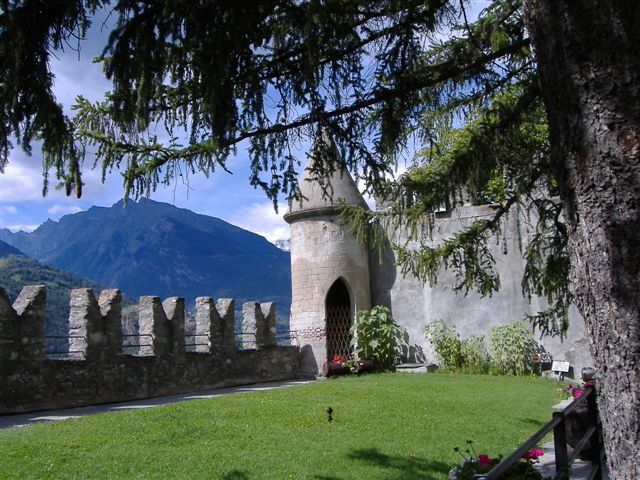
Merlones gibelinos, castillo de San Pedro, Valle d'Aosta.
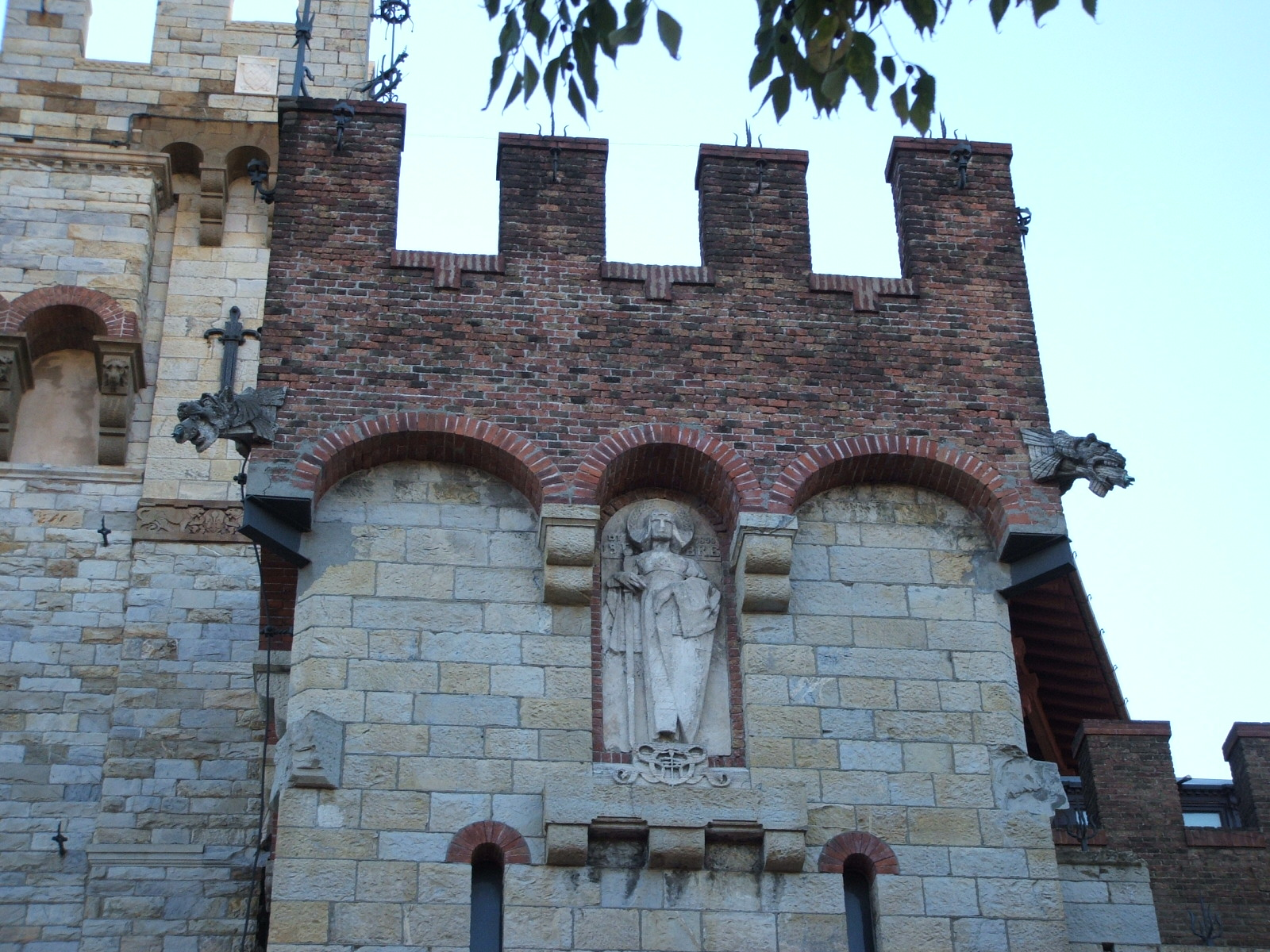
Merlones güelfos, castillo Mackenzie, Génova.
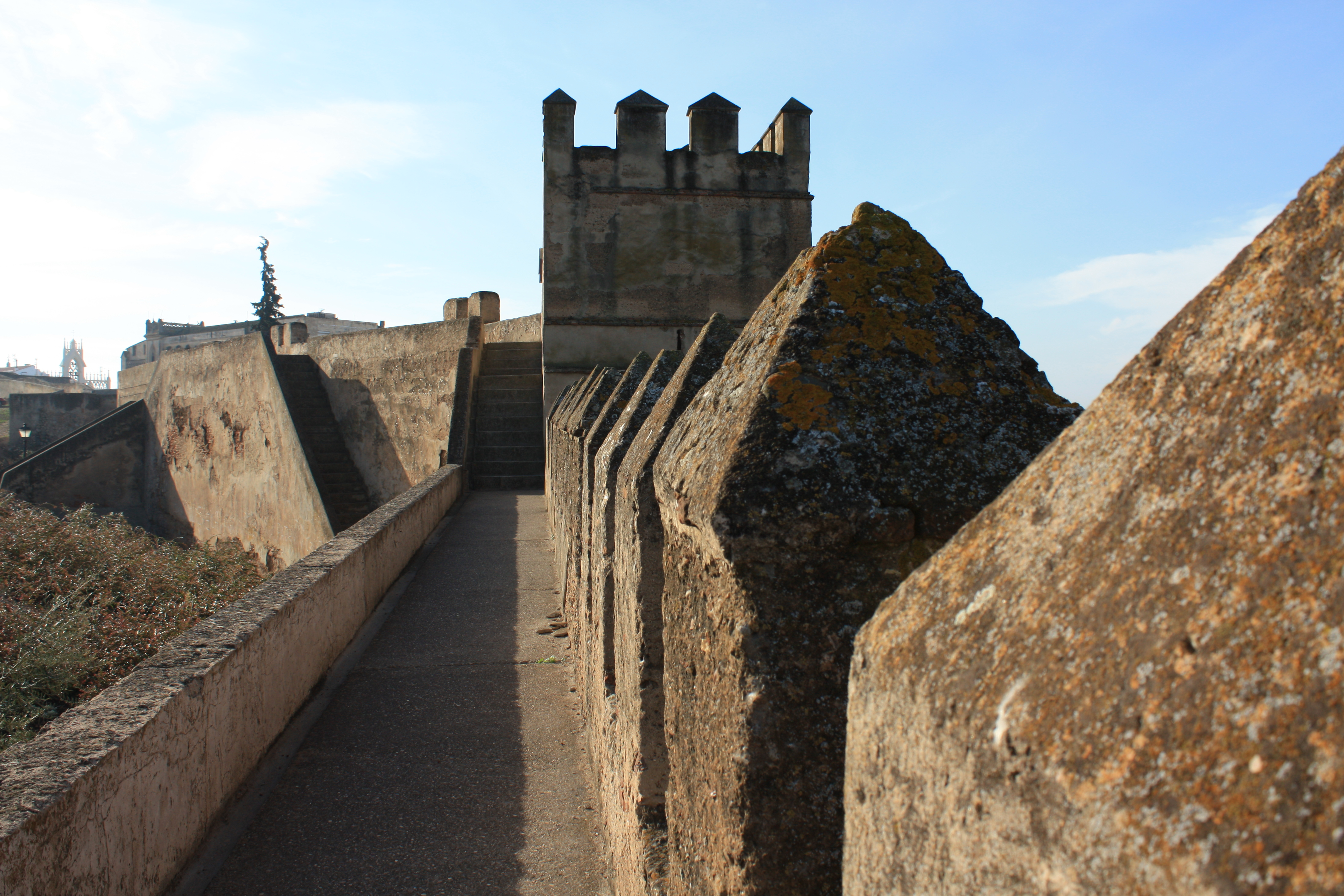
Merlones en la Alcazaba-castillo de Badajoz (España).